# Polk City (Iowa)
Polk City – miasto w Stanach Zjednoczonych, w stanie Iowa, w hrabstwie Polk. Zgodnie ze spisem statystycznym z 2000 roku, miasto liczyło 2 344 mieszkańców.